# Kambaitimyia carbonata
Kambaitimyia carbonata är en tvåvingeart som beskrevs av Louis-Paul Mesnil 1953. Kambaitimyia carbonata ingår i släktet Kambaitimyia och familjen parasitflugor.
Artens utbredningsområde är Myanmar. Inga underarter finns listade i Catalogue of Life.